# 一般均衡理论
一般均衡理论（英語：General equilibrium theory）是理论经济学的一个分支，寻求在整体经济多个互动市场的框架内解释供给、需求和价格行为。它试图证明经济中存在着这样一套价格系统，能够使
- 每个消费者都能在给定价格下提供自己所拥有的生产要素，并在各自的预算限制下购买产品来达到自己的消费效用最大化
- 每个企业都会在给定的价格下决定其产量和对生产要素的需求，来达到其利润的极大化
- 每个市场（产品市场和要素市场）都会在这套价格体系下达到总供给与总需求的相等（均衡）

当经济具备上述这样的条件时，就是达到一般均衡，这时的价格就是一般均衡价格。
一般均衡是经济学中局部均衡概念的扩展。在一个一般均衡的市场中，每个单独的市场都是局部均衡的。
一般均衡理论既以均衡价格模型研究经济，也寻找其假设条件成立的情况。该理论可追溯到19世纪70年代，特别是法国经济学家瓦尔拉斯（Léon Walras）在1874年的先驱性著作「纯粹经济学的要素」。

## 概览
通常假定经济主体是价格接受者，在此假设下存在两种均衡概念：瓦尔拉斯（或竞争性）均衡，以及其扩展，交换价格均衡。
广义而言，一般均衡尝试从单个市场与主体出发，“自下而上”理解整个经济。由凯恩斯经济学家发展的宏观经济学，侧重于“自上而下”的方法，分析始于较大的“总量”宏观图景。因此，传统上一般均衡理论被归为微观经济学的一部分。
而今这一区别已不再如此明晰，因为众多现代宏观经济学家都强调微观经济学基础，并建立了宏观经济波动的一般均衡模型。一般均衡宏观经济模型通常使用只包含几个市场（例如財貨市场与金融市场）的简化结构。与之相反，微观经济传统的一般均衡模型通常包括众多不同的財貨市场，比较复杂且需要电脑求数值解。
在市场体系中，所有財貨（包括货币价格与利率）的价格与产量都是相互关联的。一种財貨（如面包）价格的变化会影响其他价格（如面包师工资）。如果面包师偏好异乎他人，面包的需求可能受面包师工资变化的影响，继而影响面包价格。理论上，计算一种財貨的均衡价格需要考虑其他数以万计的財貨价格。

## 一般均衡建模史
新古典经济学为整个经济的价格建模的最早尝试始于里昂·瓦尔拉斯。瓦尔拉斯的纯粹经济学的要素给出了一组模型，其中每一个都考察了真实经济的更多层面（两財貨，多財貨，生产，增长，货币）。一些人（例如，Eatwell (1989)，另见Jaffe (1953)）认为瓦尔拉斯的努力并不成功，序列后部的模型不一致。特别地，瓦尔拉斯的模型中资本品无论作为投入或产出其价格均相同，所有行业获得相同利润率。这与资本品数据不一致。但当瓦尔拉斯在其后面的模型中引入资本品时，他将其数量视为任意给定。（与之相反，肯尼斯·約瑟夫·阿羅与傑拉德·德布魯仍将资本品的初始数量视为给定，但采用了资本品价格随时间改变，资本品自身利率各异的短期模型。）
瓦尔拉斯首创的研究由众多20世纪经济学家继续，特别包含了对均衡何时稳定与唯一的探究。瓦尔拉斯还提出了达到一般均衡的动态过程试探。
试探过程是探究均衡稳定性的过程。（可能由「拍卖者」）宣布价格，经济主体表明对每种財貨的供给与需求意愿。没有交易或生产在非均衡价格发生。相反，有正价格与超额供给的財貨价格下降，有超额需求的財貨价格上升。数学家要解决的问题是在何种条件下该过程结束于均衡，此时有正价格的財貨需求等于供给，价格为零的財貨需求不超过供给。瓦尔拉斯不能提供该问题的明确答案（参见下文中的未解决的问题）。
在局部均衡分析中，价格决定过程被简化为观察一种財貨的价格，假定其他所有財貨价格为常数。需求曲线的移动不移动供给曲线。英美经济学家在20世纪20年代晚期到30年代皮耶罗·斯拉法证明马歇尔学派经济学家无法说明使消费品供给曲线向上倾斜的力量后对一般均衡更感兴趣。
如果一种产业很少使用某种生产要素，该产业产出的增加不会使该要素价格上升。如果进行一阶近似，该产业中的厂商不会面临成本递减，该产业的供给曲线也不会向上倾斜。如果一种产业大量使用某种生产要素，该产业产出的增加将导致成本下降。但此种要素很可能被用于生产该产业产品的替代品，因此该要素价格的上升将对这些替代品的供给产生影响。斯拉法因此认为这下假设之下原产业需求曲线的一阶效应包括了该产业产品替代品的供给曲线的移动，继之以原产业供给曲线的移动。一般均衡旨在研究市场间的此类互动。
欧陆经济学家在20世纪30年代取得重大进展。瓦尔拉斯对一般均衡存在性的证明经常是基于计算变量与方程数目是否相等，而这种论证对非线性方程组并不适用，也不能保证不产生无意义的负数价格与数量。以不等式替代等式并使用更为严格的数学证明完善了一般均衡模型。

## 经济学中一般均衡的现代概念
一般均衡的现代概念于20世纪50年代由肯尼斯·约瑟夫·阿罗、傑拉德·德布魯与Lionel W. McKenzie联合建立。傑拉德·德布魯在Theory of Value (1959)中使用布尔巴基的数学风格将之作为公理性模型展示。在此方法中，理论中的要素（例如財貨与价格）的解说并没有用公理确定。
对该理论要素的三条重要解说常被引述。首先，假设財貨由其所配送的地点加以区分。这样Arrow-Debreu模型就是一个空间模型（例如国际贸易）。其次，假设財貨由其所配送的时间加以区分，即假设所有市场在期初即刻达到均衡。该模型中参与者购买并出售合约，而这些合约规定要配送的財貨及其发送时间。跨期均衡的Arrow–Debreu模型包括所有財貨在所有时间点的远期市场。不存在未来时间点的市场。第三，假设合约指定影响一財貨是否被配送的性质状态：“除去其物理状态、位置与日期，一个財貨转让的合约指定了确定其发生条件的事件。这一新的財貨定义允许从任意概率概念出发得出无[风险]的理论。”
这些解说可以整合。完整的Arrow–Debreu模型可以说适用于財貨由其所配送的地点、时间与情境及其固有本质区分的情形。因此存在一个完全的合约价格集，例如“1吨红冬小麦，1月3日自明尼阿波利斯发货，如果12月佛罗里达有飓风”。由此类完全市场构成的一般均衡模型似乎与描述现实经济运行机制相去甚远，然而其支持者强调这仍不失为现实经济运作的简化表述。
近期关于一般均衡的一些著作实际上探索了不完全市场的意义，即存在不确定性的跨期经济中没有足够的详尽的合约以使参与人跨时完全配置其消费与资源。虽然可证明此种经济大体上仍会有一个均衡，但结果可能不再帕累托最优。这一结论的基本直觉在于：如果消费者缺乏充足的手段跨期转移其财富而未来存在风险，价格比与相关的边际替代率就不存在必然的联系，这一帕累托最优的标准要求就得不到满足。在一些条件之下经济可能仍处于约束下的帕累托最优状态，这意味着一个受与单独主体相同类型与数量合约限制的中央集权可能无法改进结果，而需要的则是引入一整套可行的合约。因此，不完全市场理论的一个含义是：无效性可能来源于不发达的金融制度或一些成员面临的信贷约束。该领域的研究仍在进行中。

## 一般均衡的属性与特征
一般均衡分析的基本问题涉及均衡有效率的条件、可实现的有效均衡、均衡何时确定存在以及何时唯一而稳定等。

### 福利经济学第一定理
福利经济学第一定理强调市场均衡是帕累托有效的。在一纯交换经济中，福利经济学第一定理成立的一个充分条件是偏好的局部非满足性。生产经济中福利经济学第一定理也成立，无论生产函数的特性。该定理暗含了完全市场与完美信息的假定。比如，对于一个存在外部性的经济,产生的均衡可能是无效率的。
第一定理的启发意义在于其指出了市场无效率的来源。在上述假设之下，任何市场均衡均有效率。因此，当无效均衡率产生时并非市场体系须蒙谴责，而是发生了某种市场失灵。

### 福利经济学第二定理
纵然每个均衡都有效，显然也并非每个有效的资源配置均是均衡。然而，福利经济学第二定理指出每个有效的配置都有某个价格集支撑。换言之，达到某个特定结果所需的只是对参与人初始禀赋的再分配，此后的工作就可以交由市场完成。这意味着公平与效率的议题可以分割，其间不存在权衡取舍。第二定理成立的条件强于第一定理，即消费者的偏好需要为凸（凸性可粗略对应为边际替代率递减，或“平均优于极端”的偏好）。进一步，均衡分析第二定理引出了完美均衡分析。

### 存在性
即使每个均衡都是有效率的，上述两个定理均未讨论均衡的存在性。为保证均衡的存在，消费者偏好满足凸性（虽然当消费者足够多时该假设对福利经济学第二定律与存在性定律均可放松）。与之类似但说服力稍欠，凸的可行生产集满足存在性条件，将规模经济排除在外。
传统的均衡存在性证明依赖于不定点定理，如函数的布劳威尔不动点定理（或更为一般的集值函数的角谷不动点定理）。实际上，根据宇泽弘文由瓦尔拉斯法则对布劳威尔不动点定理的推导反之亦成立。沿着Uzawa定理的思路，诸多数理经济学家在探索证明较两个福利经济学定理更为深入的结论。
另外还有证明存在性的全局分析方法，使用的是Sard's lemma与Baire category theorem，该方法的先驱是傑拉德·德布魯与Stephen Smale。

#### 大型经济体中的非凸性
Ross M. Starr （1969）应用沙普利－福克曼－斯塔定理证明甚至无需凸性偏好仍存在一个近似均衡。当参与人数量超过財貨维数时，沙普利－福克曼－斯塔的结论拉近了一个近似经济均衡与凸性经济均衡的距离。:112。他还写道： 

凸性假设之下得到的一些重要结论在凸性假设失效时仍（近似的）成立。例如，在消费方足够大的经济中，偏好的非凸性并不破坏Debreu的价值理论等标准结论。同样，如果生产领域的不可分割性较之经济规模较小，[ . . . ]，则标准结论所受影响是次要的。:99

对这段文字，Guesnerie增补了如下脚注：

在一般形式下推导出这些结论是战后经济理论的主要成就之一。:138

特别的，Shapley-Folkman-Starr结论被整合进一般均衡理论与理论中的市场失灵与公共经济学部分。

### 唯一性
尽管一般地（假定凸性）存在一个有效率的均衡，该均衡唯一性的条件要更强。虽然该问题相当技术性，其直觉在于财富效应的存在（此为一般均衡分析与局部均衡区别最为显著的特征）产生了多重均衡的可能性。一特定財貨价格的变化产生了两种效应。首先，不同財貨的相对吸引力变化；其次，参与人个体的财富分配变化。这两种效应可互相抵消或增强，使得一组以上的价格可能构成均衡。
名为Sonnenschein–Mantel–Debreu theorem的结论指出 宏观（过剩）需求函数只是继承了某些个体需求函数的性质， 并且这些（当价格都接近零的时候，连续性， 零度同质性，瓦尔拉斯定律和边界行为）是唯一真正的限制，它们可以从宏观过量函数中预期：任何这样的函数可以被理性化为这个经济体的过剩需求。 尤其是均衡点的独一性不应该被期望。
There has been much research on conditions when the equilibrium will be unique, or which at least will limit the number of equilibria. One result states that under mild assumptions the number of equilibria will be finite (see regular economy) and odd (see index theorem). Furthermore if an economy as a whole, as characterized by an aggregate excess demand function, has the revealed preference property (which is a much stronger condition than revealed preferences for a single individual) or the gross substitute property then likewise the equilibrium will be unique. All methods of establishing uniqueness can be thought of as establishing that each equilibrium has the same positive local index, in which case by the index theorem there can be but one such equilibrium.

### Determinacy
Given that equilibria may not be unique, it is of some interest to ask whether any particular equilibrium is at least locally unique. If so, then comparative statics can be applied as long as the shocks to the system are not too large. As stated above, in a regular economy equilibria will be finite, hence locally unique. One reassuring result, due to Debreu, is that "most" economies are regular.
Recent work by Michael Mandler (1999) has challenged this claim. The Arrow-Debreu-McKenzie model is neutral between models of production functions as continuously differentiable and as formed from (linear combinations of) fixed coefficient processes. Mandler accepts that, under either model of production, the initial endowments will not be consistent with a continuum of equilibria, except for a set of Lebesgue measure zero. However, endowments change with time in the model and this evolution of endowments is determined by the decisions of agents (e.g., firms) in the model. Agents in the model have an interest in equilibria being indeterminate:

"Indeterminacy, moreover, is not just a technical nuisance; it undermines the price-taking assumption of competitive models. Since arbitrary small manipulations of factor supplies can dramatically increase a factor's price, factor owners will not take prices to be parametric."
(Mandler 1999, p. 17)

When technology is modeled by (linear combinations) of fixed coefficient processes, optimizing agents will drive endowments to be such that a continuum of equilibria exist:

"The endowments where indeterminacy occurs systematically arise through time and therefore cannot be dismissed; the Arrow-Debreu-McKenzie model is thus fully subject to the dilemmas of factor price theory."
(Mandler 1999, p. 19)

Critics of the general equilibrium approach have questioned its practical applicability based on the possibility of non-uniqueness of equilibria. Supporters have pointed out that this aspect is in fact a reflection of the complexity of the real world and hence an attractive realistic feature of the model.

### Stability
In a typical general equilibrium model the prices that prevail "when the dust settles" are simply those that coordinate the demands of various consumers for various goods. But this raises the question of how these prices and allocations have been arrived at, and whether any (temporary) shock to the economy will cause it to converge back to the same outcome that prevailed before the shock. This is the question of stability of the equilibrium, and it can be readily seen that it is related to the question of uniqueness. If there are multiple equilibria, then some of them will be unstable. Then, if an equilibrium is unstable and there is a shock, the economy will wind up at a different set of allocations and prices once the convergence process terminates. However stability depends not only on the number of equilibria but also on the type of the process that guides price changes (for a specific type of price adjustment process see Tatonnement). Consequently some researchers have focused on plausible adjustment processes that guarantee system stability, i.e., that guarantee convergence of prices and allocations to some equilibrium. When more than one stable equilibrium exists, where one ends up will depend on where one begins.